# Народный комиссариат лёгкой промышленности БССР
Наро́дный комиссариа́т лёгкой промышленности БССР (бел. Народны камісарыят лёгкай прамысловасці БССР)) — орган государственной власти БССР.

## История
Образован 3 апреля 1932 года на базе Высшего Совета Народного Хозяйства Белорусской ССР Постановлением ЦК ВКП(б) от 25 декабря 1931 года, а наиболее крупные предприятия были подчинены наркоматам тяжёлой и лесной промышленности СССР. 3 сентября 1934 года Постановлением Центрального Исполнительного Комитета и Совета Народных Комиссаров БССР «Об образовании Народного комиссариата местной промышленности БССР и о ликвидации Народного Комиссариата легкой промышленности БССР» на его базе был создан Народный комиссариат местной промышленности БССР. Вновь образован 25 декабря 1936 года.
26 марта 1946 года преобразован в Министерство лёгкой промышленности БССР.

## Руководители (Народные комиссары)
1. Грисевич, Григорий Петрович (1932—1933)
2. Балтин, Август Янович (1934)
3. Георгадзе, Пимен Павлович (1936—1937)
4. Дмитриев, Владимир Иванович (1938)
5. Курган, Исаак Маркович (1939—1941)
6. Сацункевич, Иван Леонович (1943—1946)